# Pomeni imen asteroidov: 1–500
Pregled pomenov imen asteroidov (malih planetov) od številke 1 do 500. Pregled je preverjen z Schmadelovim Slovarjem imen malih planetov (Dictionary of Minor Planet Names) in njegovim predhodnikom Imena malih planetov  (The Names of the Minor Planets), ki ga je pripravil Paul Herget.
| Ime                | Začasna oznaka | Izvor imena |
| 1–100              | 1–100          | 1–100 |
| ------------------ | -------------- | --- |
| 1 Cerera           | -              | Cerera, boginja rimski mitologiji |
| 2 Palas            | -              | Palas, boginja v grški mitologiji |
| 3 Juno             | -              | Junona, boginja v rimski mitologiji |
| 4 Vesta            | -              | Vesta, boginja v rimski mitologiji |
| 5 Astreja          | -              | Astreja, boginja v grški mitologiji |
| 6 Heba             | -              | Heba, boginja v grški mitologiji |
| 7 Iris             | -              | Iris, boginja v grški mitologiji |
| 8 Flora            | -              | Flora, boginja v rimski mitologiji |
| 9 Metis            | -              | Metis, titanka v grški mitologiji |
| 10 Higeja          | -              | Higeja, boginja v grški mitologiji |
| 11 Partenopa       | -              | Partenopa, sirena v grški mitologiji |
| 12 Viktorija       | -              | Vitorija, boginja v rimski mitologiji |
| 13 Egeria          | -              | Egerija, boginja v rimski mitologiji |
| 14 Irena           | -              | Eirene, boginja v grški mitologiji |
| 15 Evnomija        | -              | Evnomija, boginja v grški mitologiji |
| 16 Psiha           | -              | Psiha, nimfa v grški mitologiji |
| 17 Tetija          | -              | Tetija, mati Ahila |
| 18 Melpomena       | -              | Melpomena, muza v grški mitologiji |
| 19 Fortuna         | -              | Fortuna, boginja v rimski mitologiji |
| 20 Masalija        | -              | latinsko ime za Marseille, Francija |
| 21 Lutecija        | -              | latinsko ime za Pariz, Francija |
| 22 Kaliopa         | -              | Kaliopa, muza v grški mitologiji |
| 23 Talija          | -              | Talija, muza v grški mitologiji |
| 24 Temida          | -              | Temida, titanka v grški mitologiji |
| 25 Fokeja          | -              | Fokeja, antično mesto |
| 26 Proserpina      | -              | Proserpina, boginja v rimski mitologiji |
| 27 Evterpa         | -              | Evterpa, boginja v grški mitologiji |
| 28 Belona          | -              | Belona, boginja v rimski mitologiji |
| 29 Amfitrita       | -              | Amfitrita, boginja v grški mitologiji |
| 30 Uranija         | -              | Uranija, muza v grški mitologiji |
| 31 Evfrozina       | -              | Evfrozina, Harita v grški mitologiji |
| 32 Pomona          | -              | Pomona, boginja v rimski mitologiji |
| 33 Polihimnija     | -              | Polihimnija, muza v grški mitologiji |
| 34 Kirka           | -              | Kirka, boginja v grški mitologiji |
| 35 Levkoteja       | -              | Levkoteja, boginja v grški mitologiji |
| 36 Atalanta        | -              | Atalanta, mitološka grška herojka |
| 37 Fides           | -              | Fides, boginja v rimski mitologiji |
| 38 Leda            | -              | Leda, mati Helene iz Troje v grški mitologiji |
| 39 Leticija        | -              | Leticija, boginja v rimski mitologiji |
| 40 Harmonija       | -              | Harmonija, boginja v grški mitologiji |
| 41 Dafna           | -              | Dafna, nimfa v grški mitologiji |
| 42 Isis            | -              | Isis, boginja v staroegipčanski mitologiji |
| 43 Ariadna         | -              | Ariadna, herojka v grški mitologiji |
| 44 Nisa            | -              | Nisa, starogrški mitološki kraj |
| 45 Evgenija        | -              | Empress Eugénie, mati Napoleona IV, ki je bila osnova za glavno vlogo v delu Mali princ, ki ga je napisal Antoine de Saint-Exupéry, (glej tudi (45) Evgenija I Mali princ)                                            |
| 46 Hestija         | -              | Hestija, boginja v grški mitologiji |
| 47 Aglaja          | -              | Agleja, Harita v grški mitologiji |
| 48 Doris           | -              | Doris, okeanida v grški mitologiji |
| 49 Pales           | -              | Pales, boginja v grški mitologiji |
| 50 Virginija       | -              | Verginija, legendarna herojka v rimski mitologiji in/ali Virginija, ZDA (?) |
| 51 Nemausa         | -              | latinsko ime za Nîmes, Francija |
| 52 Evropa          | -              | Evropa, princesa v grški mitologiji |
| 53 Kalipso         | -              | Kalipso, nimfa v grški mitologiji |
| 54 Aleksandra      | -              | Alexander von Humboldt, raziskovalec |
| 55 Pandora         | -              | Pandora, mitološka ženska |
| 56 Meleta          | -              | Meleta, muza v grški mitologiji |
| 57 Mnemosina       | -              | Mnemosina, Titanka |
| 58 Konkordija      | -              | Konkordija, boginja v rimski mitologiji |
| 59 Elpis           | -              | Elpis, boginja v grški mitologiji |
| 60 Eho             | -              | Eho, nimfa v grški mitologiji |
| 61 Danaja          | -              | Danaja, mati Perzeja |
| 62 Erata           | -              | Erata, muza v grški mitologiji |
| 63 Avsonija        | -              | drugo ime za Italijo |
| 64 Angelina        | -              | astronomska postaja Franza Xaverja von Zacha (1754 – 1832) blizu Marseilla |
| 65 Sibela          | -              | Sibela, boginja v grški mitologiji |
| 66 Maja            | -              | Maja, Plejada |
| 67 Azija           | -              | Azija, Titanka |
| 68 Leto            | -              | Leto, boginja v grški mitologiji |
| 69 Hesperija       | -              | Hesperija, Hesperida |
| 70 Panopeja        | -              | Panopeja, nimfa v grški mitologiji |
| 71 Nioba           | -              | Nioba, ženska v grški mitologiji |
| 72 Feronija        | -              | Feronija, boginja v rimski mitologiji |
| 73 Klitija         | -              | Klitija, okeanida v grški mitologiji |
| 74 Galateja        | -              | lahko je nimfa Galateja ali kip |
| 75 Evridika        | -              | Evridika, žena Orfeja |
| 76 Freja           | -              | Freyja, nordijska boginja |
| 77 Friga           | -              | Friga, nordijska boginja |
| 78 Diana           | -              | Diana, boginja v rimski mitologiji |
| 79 Evrinoma        | -              | Evrinoma, različne oblike grških ženskih figur |
| 80 Sapfo           | -              | Sapfo, grška pesnica |
| 81 Terpsihora      | -              | Terpsihora, muza plesa v grški mitologiji |
| 82 Alkmena         | -              | Alkmena, mati Herakleja |
| 83 Beatriče        | -              | Beatrice Portinari, ljubezen Danteja Aligherija (1265 – 1321) |
| 84 Klio            | -              | Klio, muza |
| 85 Io              | -              | Io, nimfa v grški mitologiji |
| 86 Semela          | -              | Semele, boginja v grški mitologiji |
| 87 Silvija         | -              | Sylvie Petiaux-Hugo Flammarion, prva žena francoskega popularizatorja astronomije Nicolasa Camilla Flammariona (1842 – 1925), Pogson pa trdi, da se imenuje po Reji Silviji, mitološki materi dvojčkov Romula in Rema |
| 88 Tisba           | -              | Tisba, legendarna herojka v rimski mitologiji |
| 89 Julija          | -              | svetnica Julija Korziška (?) |
| 90 Antiopa         | -              | Antiopa Amazonka ali ljubica Zevsa v grški mitologiji |
| 91 Egina           | -              | Egina, nimfa v grški mitologiji |
| 92 Undina          | -              | Undina, oseba iz romana Friedricha de la Motte Fouquéja (1777 – 1843) |
| 93 Minerva         | -              | Minerva, boginja v rimski mitologiji |
| 94 Avrora          | -              | Avrora, boginja v rimski mitologiji |
| 95 Aretusa         | -              | Aretusa, hesperida (oblika nimf ) v grški mitologiji |
| 96 Egla            | -              | Egla, različne vrste žensk v grški mitologiji |
| 97 Kloto           | -              | Kloto, ena izmed grških boginj usode |
| 98 Ianta           | -              | Ianta, ženska v grški mitologiji ( okeanida ) |
| 99 Dika            | -              | Dika, boginja pravice v grški mitologiji |
| 100 Hekata         | -              | Hekata, boginja (ime v grščini zveni tudi kot hekaton, kar pomeni "sto") |
| 101–200            |                | |
| 101 Helena         | -              | Helena, ženska v grški mitologiji |
| 102 Mirjam         | -              | Mirjam sestra Mojzesa iz Stare zaveze |
| 103 Hera           | -              | Hera, boginja v grški mitologiji |
| 104 Klimena        | -              | ena izmed mnogih grških ženskih oseb z imenom Klimena |
| 105 Artemida       | -              | Artemida, boginja v grški mitologiji |
| 106 Diona          | -              | Diona, titanka v grški mitologiji |
| 107 Kamila         | -              | ženska oblika imena astronoma Nicolasa Camilla Flammariona (1842 – 1925). Lahko bi bila tudi Kamila iz romanske mitologije                                                                                            |
| 108 Hekuba         | -              | Hekuba, žena Hektorja iz trojanske vojne |
| 109 Felicita       | -              | Felicita, boginja v rimski mitologiji |
| 110 Lidija         | -              | Lidija, kraljestvo iz železne dobe v Mali Aziji |
| 111 Ata            | -              | Ate, boginja v grški mitologiji |
| 112 Ifigenija      | -              | Ifigenija, princesa v grški mitologiji |
| 113 Amalteja       | -              | Amalteja, pestunja v grški mitologiji |
| 114 Kasandra       | -              | Kasindra, prerokinja v grški mitologiji |
| 115 Tira           | -              | Tira, žena kralja Gorma Starejšega (Gorm Danski) |
| 116 Sirona         | -              | Sirona, keltska boginja |
| 117 Lomija         | -              | napačno črkovano Lamija, ljubica Zevsa (?) |
| 118 Peita          | -              | Peitho, boginja v grški mitologiji |
| 119 Alteja         | -              | Alteja, mati Meleagra |
| 120 Lahezis        | -              | sojenica Lahezis v grški mitologiji |
| 121 Hermiona       | -              | Hermiona, princesa v grški mitologiji |
| 122 Gerda          | -              | Gerda, nordijska boginja |
| 123 Brunhilda      | -              | Brünnehilde, Valkira v nordijski mitologiji |
| 124 Alkesta        | -              | Alcestis, ženska v grški mitologiji |
| 125 Liberatriks    | -              | verjetno Adolphe Thiers (1797 – 1877), francoski predsednik med francosko-prusko vojno. Možno je tudi, da ima ime po Ivani Orleanski.                                                                                 |
| 126 Veleda         | -              | Veleda, nemška svečenica, voditeljica upora proti Rimljanom |
| 127 Johana         | -              | Ivana Orleanska, francoska narodna junakinja in svetnica (?) |
| 128 Nemeza         | -              | Nemeza, boginja maščevanja |
| 129 Antigona       | -              | Antigona, princesa v grški mitologiji |
| 130 Elektra        | -              | Elektra, princesa v grški mitologiji |
| 131 Vala           | -              | Vala, mitološka nordijska prerokinja |
| 132 Etra           | -              | Etra, mati Tezeja |
| 133 Kirena         | -              | Kirena, ljubica Apolona |
| 134 Sofrosina      | -              | Platonov način življenja, ki ga je imenoval «sofrosine» |
| 135 Herta          | -              | Hertha, nordijska boginja |
| 136 Avstrija       | -              | Avstrija, država |
| 137 Meliboeja      | -              | Meliboeja, različne grške osebe |
| 138 Tolosa         | -              | latinski izraz za Toulouse v Franciji |
| 139 Juewa          | -              | kitajski izraz za 'kitajska zvezda sreče' |
| 140 Živa           | -              | Živa, slovanska boginja |
| 141 Lumen          | -              | Naslov knjige Lumen : Récits de l'infini, ki jo je napisal Nicolas Camille Flammarion (1842 – 1925) |
| 142 Polana         | -              | Pula, mesto na Hrvaškem |
| 143 Adrija         | -              | Jadransko morje |
| 144 Vibilija       | -              | Vibilija, boginja v rimski mitologiji |
| 145 Adeona         | -              | Adeona, boginja v rimski mitologiji |
| 146 Lucina         | -              | Lucina, boginja v rimski mitologiji |
| 147 Protogeneja    | -              | Protogeneja, mitološka princesa |
| 148 Galija         | -              | Galija, rimka provinca |
| 149 Meduza         | -              | Medusa, pošast v grški mitologiji |
| 150 Nuva           | -              | Nuva, kitajska mitološka figura |
| 151 Abundancija    | -              | Abundancija, boginja sreče v rimski mitologiji |
| 152 Atala          | -              | Atala, oseba iz romana Renéja de Chateaubrianda (1768 – 1848) |
| 153 Hilda          | -              | hčerka avstrijskega astronoma Theodorja von Oppolzerja (1841 – 1886) |
| 154 Berta          | -              | Berthe Martin-Flammarion, sestra francoskega astronoma Nicolasa Camilla Flammariona (1842 – 1925) |
| 155 Scila          | -              | Scila, pošast v grški mitologiji |
| 156 Ksantipa       | -              | Ksantipa, žena Sokrata |
| 157 Dejanira       | -              | Dejanira, princesa v grški mitologiji |
| 158 Koronis        | -              | Koronis, različne oblike oseb v grški mitologiji |
| 159 Emilija        | -              | Via Emilija, stara cesta v Rimu |
| 160 Una            | -              | Una, oseba v pesmi The Faerie Queene Edmunda Spenserja (1552 – 1599) |
| 161 Athor          | -              | Hator, egipčanska boginja veselja in ljubezni |
| 162 Laurencija     | -              | Joseph Jean Pierre Laurent (???? – 1900), francoski ljubiteljski astronom |
| 163 Erigona        | -              | Erigona, različne grške oblike oseb |
| 164 Eva            | -              | neznan |
| 165 Lorelaj        | -              | Lorelaj, oseba v nemški folklori |
| 166 Rodopa         | -              | Rodopa, mitološka kraljica |
| 167 Urda           | -              | Urd |
| 168 Sibila         | -              | Sibila, prerokinja v grški mitologiji |
| 169 Zelija         | -              | Zelija, nečakinja francoskega astronoma Nicolasa Camilla Flammariona (1842 – 1925) |
| 170 Marija         | -              | Marija, sestra italijanskega astronoma Antonia Abettija (1846 – 1928) |
| 171 Ofelija        | -              | Ofelija vloga v Shakespearjevem Hamletu |
| 172 Baucis         | -              | Baucis, ženska v grški mitologiji |
| 173 Ino            | -              | Ino, ženska v grški mitologiji |
| 174 Fedra          | -              | Fedra, ženska v grški mitologiji |
| 175 Andromaha      | -              | Andromaha, žena Hektorja |
| 176 Iduna          | -              | Idun, klub, ki je gostil astronomsko konferenco v Stockholmu na Švedskem (klub se verjetno imenuje po Iduni nordijski boginji)                                                                                        |
| 177 Irma           | -              | neznan |
| 178 Belisana       | -              | Belisana, keltska boginja |
| 179 Klitemnestra   | -              | Klitemnestra, mitološka kraljica |
| 180 Garumna        | -              | staro ime za reko Garono v Franciji |
| 181 Euharis        | -              | Euharis, nimfa v grški mitologiji |
| 182 Elsa           | -              | verjetno po vlogi v operi Lohengrin Richarda Wagnerja (1813 – 1883) |
| 183 Istrija        | -              | Istra, polotok v Sloveniji in na Hrvaškem |
| 184 Dejopeja       | -              | Dejopeja, nimfa v rimski mitologiji |
| 185 Eunika         | -              | Eunika, Nereida |
| 186 Celuta         | -              | neznan |
| 187 Lamberta       | -              | astronom Johann Heinrich Lambert |
| 188 Menipa         | -              | Menipa, hčerka Oriona |
| 189 Ftija          | -              | Ftija, različne grške osebe in kraji |
| 190 Ismena         | -              | Ismena, hčerka Ojdipa |
| 191 Kolga          | -              | Kolga, hčerka Egerja iz nordijske mitologije |
| 192 Nausikaja      | -              | Nausikaja, mitološka princesa |
| 193 Ambrozija      | -              | ambrozija, hrana bogov v grški mitologiji |
| 194 Prokna         | -              | Prokna, sestra Filomele |
| 195 Evrikleja      | -              | Evrikleja, dojilja Odiseja |
| 196 Filomela       | -              | Filomela, mitološka ženska |
| 197 Areta          | -              | Areta, materi Nausikaje iz Homerjevega epa Odisej |
| 198 Ampela         | -              | Ampelos, prijatelj Dioniza (?) |
| 199 Biblis         | -              | Biblis, mitološka ženska |
| 200 Dinamena       | -              | Dinamena, nereida v grški mitologiji |
| 201–300            |                | |
| 201 Penelopa       | -              | Penelopa, žena Odiseja |
| 202 Krizeja        | -              | Krizeja, ženska iz Troje |
| 203 Pompeja        | -              | Pompeji, uničeno rimsko mesto |
| 204 Kalisto        | -              | Kalisto, nimfa |
| 205 Marta          | -              | Marta, ženska iz Nove zaveze |
| 206 Hersilija      | -              | Hersilija, žena Romula iz rimske mitologije |
| 207 Heda           | -              | Hedwig, žena nemškega astronoma Friedricha Winnekerja (1835 – 1897) |
| 208 Lacrimosa      | -              | v latinščini pomenijo solze, mišljena pa je Marija, mati Jezusa Kristusa |
| 209 Dido           | -              | kraljica Dido (tudi Didona) iz Kartagine |
| 210 Izabela        | -              | neznan |
| 211 Izolda         | -              | Izolda iz legende o Tristan in Izolda |
| 212 Medeja         | -              | Medeja, čarovnica v grški mitologiji |
| 213 Lileja         | -              | Lileja, najada (vrsta nimf ) v grški mitologiji |
| 214 Ašera          | -              | boginja Ašera iz Sidona |
| 215 Enona          | -              | Enona, nimfa |
| 216 Kleopatra      | -              | kraljica Kleopatra iz Egipta |
| 217 Evdora         | -              | Evdora, hijada iz grške mitologije |
| 218 Bianca         | -              | operna pevka Biancha Bianchi (njeno pravo ime je bilo Bertha Schwarz). |
| 219 Thusnelda      | -              | žena nemškega bojevnika Arminiusa (tudi Herman ali Armin). |
| 220 Štefanija      | -              | princesa Štefanija Belgijska (1864 – 1945) |
| 221 Eos            | -              | Eos, boginja zarje |
| 222 Lucija         | -              | hčerka avstrijskega polarnega raziskovalca in grofa Johanna Nepomuka Wilczeka (1837 - 19229 |
| 223 Roza           | -              | neznan |
| 224 Oceana         | -              | Tihi ocean |
| 225 Henrieta       | -              | Henrietta, žena francoskega astronoma Pierra Janssena |
| 226 Weringija      | -              | Währing, del Dunaja |
| 227 Filozofija     | -              | filozofija |
| 228 Agata          | -              | Agatha, hčerka avstrijskega astronoma Theodorja von Oppolzerja (1841 – 1886) |
| 229 Adelinda       | -              | Adelinda, žena avstrijskega astronoma Edmunda Weissa (1837 – 1917) |
| 230 Atamanta       | -              | Atamata, hčerka Atamasa v grški mitologiji |
| 231 Vindobona      | -              | latinsko ime za Dunaj v Avstriji |
| 232 Rusija         | -              | Rusija, država |
| 233 Asteropa       | -              | Asteropa, ena izmed grških Plejad |
| 234 Barbara        | -              | Sveta Barbara (?) |
| 235 Karolina       | -              | nenaseljen otok Caroline Islin, sedaj del Kiribatov |
| 236 Honorija       | -              | Honorija, boginja v rimski mitologiji (?) ali Honorija (Justa Grata Honoria), vnukinja cesarja Teodozija I. |
| 237 Celestina      | -              | Celestina, žena avstrijskega astronoma Theodorja von Oppolzerja (1841 – 1886) |
| 238 Hipatija       | -              | Hipatija, filozofinja in matematičarka |
| 239 Adrasteja      | -              | Adrasteja, boginja |
| 240 Vanadis        | -              | Vanadis (tudi Freya), boginja v nordijski mitologiji |
| 241 Germanija      | -              | latinsko ime za Nemčijo |
| 242 Kriemhilda     | -              | Kriemhilda (tudi Gudrun), mitološka nemška princesa |
| 243 Ida            | -              | nimfa Ida, po njej se imenuje gora Mount Ida, kjer so živeli daktili |
| 244 Sita           | -              | Sita, žena Rame (?) |
| 245 Vera           | -              | neznan |
| 246 Asporina       | -              | Asporina, boginja iz Male Azije |
| 247 Evkrata        | -              | Evkrata, nereida |
| 248 Lameja         | -              | Lamija, ljubica Zevsa |
| 249 Ilza           | -              | Ilza, legendarna nemška princesa |
| 250 Betina         | -              | baronesa Bettina Caroline von Rothschild |
| 251 Sophia         | -              | žena nemškega astronoma Huga von Seeligerja (1849 – 1924) |
| 252 Clementina     | -              | odkriteljeva prva mačka (?) |
| 253 Matilda        | -              | žena francoskega astronoma Maurica Loewija (1833 – 1907) (?) |
| 254 Avgusta        | -              | pisateljica in borka za ženske praviceAuguste von Littrow (1819 – 1890), žena avstrijskega astronoma Carla Ludwiga von Littrowa (1811 – 1877)                                                                         |
| 255 Opavija        | -              | kraj Opava, danes na Češkem |
| 256 Valpurga       | -              | Sveta Valpurga |
| 257 Šlezija        | -              | Šlezija, pokrajina v srednji Evropi |
| 258 Tiha           | -              | Tiha, boginja sreče |
| 259 Aleteja        | -              | Aleteja, boginja |
| 260 Huberta        | -              | sveti Hubert |
| 261 Primno         | -              | Primno, okeanida v grški mitologiji |
| 262 Valda          | -              | neznan |
| 263 Dresda         | -              | mesto Dresden v Nemčiji |
| 264 Libuša         | -              | Libuša, legendarna ustanoviteljica Prage |
| 265 Ana            | -              | hčerka avstrijskega astronoma Edmunda Weissa (1837 – 1917) (?) |
| 266 Aline          | -              | hčerka avstrijskega astronoma Edmunda Weissa (1837 – 1917) (?) |
| 267 Tirza          | -              | Tirza, ženska iz Svetega pisma |
| 268 Adoreja        | -              | Adoreja, rimsko pecivo |
| 269 Justicija      | -              | Justicija, boginja pravice |
| 270 Anahita        | -              | Anahita, perzijska boginja voda in rodnosti |
| 271 Pentesileja    | -              | Penthesileja, kraljica amazonk iz grške mitologije |
| 272 Antonija       | -              | neznan |
| 273 Atropa         | -              | mojra Atropa iz grške mitologije |
| 274 Filagorija     | -              | rekreacijski klub v Olmützu |
| 275 Sapiencija     | -              | latinska beseda za modrost |
| 276 Adelheida      | -              | neznan |
| 277 Elvira         | -              | oseba v knjigi Alphonsa de Lamartina (1790 – 1869) (?) |
| 278 Paulina        | -              | neznan |
| 279 Tule           | -              | Tule, legendarni otok v severni Evropi |
| 280 Filija         | -              | Filija, nimfa |
| 281 Lukrecija      | -              | Caroline Lucretia Herschel (1750 – 1848), astronomka |
| 282 Klorinda       | -              | junakinja v delu Torquata Tassa (1544 – 1595) (?) |
| 283 Ema            | -              | neznan |
| 284 Amalija        | -              | neznan |
| 285 Regina         | -              | neznan |
| 286 Ikleja         | -              | junakinja v romanu astronoma Nicolasa Camilla Flammariona (1842 – 1925) |
| 287 Neftis         | -              | boginja rojstva in smrti Neftis v staroegipčanski mitologiji |
| 288 Glavka         | -              | Glauka, hčerka Kreona |
| 289 Neneta         | -              | francoski izraz za lahkomiselno žensko |
| 290 Bruna          | -              | Brno, sedaj na Češkem |
| 291 Alica          | -              | neznan |
| 292 Ludovika       | -              | neznan |
| 293 Brazilija      | -              | Brazilija, država |
| 294 Felicija       | -              | neznan |
| 295 Terezija       | -              | Marija Terezija (1717 – 1780), vladarica habsburških dežel |
| 296 Fetuza         | -              | Fetuza, boginja |
| 297 Cecilija       | -              | neznan |
| 298 Baptistina     | -              | neznan |
| 299 Tora           | -              | Tor, nordijsko božanstvo |
| 300 Geraldina      | -              | neznan |
| 301–400            |                | |
| 301 Bavarija       | -              | Bavarska, del Nemčije |
| 302 Klarisa        | -              | neznan |
| 303 Jozefina       | -              | odkritelj Elia Millosevich (1848 – 1919) je izjavil "v čast osebi, ki mi je draga" |
| 304 Olga           | -              | nečakinja pruskega astronoma Friedricha Wilhelma Argelinerja (1799 – 1875) |
| 305 Gordonija      | -              | James Gordon Bennett, zaščitnik |
| 306 Unitas         | -              | knjiga italijanskega astronoma Pietro Angelo Secchi Pietra Angela Secchija (1818 – 1878) |
| 307 Nika           | -              | Nika, boginja, tudi Nica, Francija |
| 308 Poliksa        | -              | Polyxo, Hijada v grški mitologiji |
| 309 Fraternitas    | -              | latinski izraz za bratstvo |
| 310 Margarita      | -              | neznan |
| 311 Klavdija       | -              | neznan |
| 312 Pierretta      | -              | neznan |
| 313 Kaldeja        | -              | Kaldeja staro ime pokrajine v Babiloniji |
| 314 Rozalija       | -              | neznan |
| 315 Konstancija    | -              | stalnost |
| 316 Goberta        | -              | neznan |
| 317 Roksana        | -              | Roksana, žena Aleksandra Velikega |
| 318 Magdalena      | -              | neznan |
| 319 Leona          | -              | neznan |
| 320 Katarina       | -              | ime matere odkritelja Johanna Palise (1848 – 1925) |
| 321 Florentina     | -              | hčerka odkritelja avstrijskega astronoma Johanna Palise (1848 – 1925) |
| 322 Fejo           | -              | Fejo, hijada v grški mitologiji |
| 323 Brucija        | -              | ameriška podpornica astronomije Catherine Wolfe Bruce (1816 – 1900) |
| 324 Bamberga       | -              | kraj Bamberg, Nemčija |
| 325 Heidelberga    | -              | kraj Heidelberg, Nemčija |
| 326 Tamara         | -              | Tamara Gruzijska, srednjeveška kraljica v Gruziji |
| 327 Kolumbija      | -              | Krištof Kolumb (1451 – 1506), italijanski raziskovalec in trgovec |
| 328 Gudrun         | -              | Gudrun, žena Sigurda v nordijski motilogiji |
| 329 Svea           | -              | Švedska |
| 330 Adalberta      | A910 CB        | Adalbert Merx, tast odkritelja (?) |
| 331 Etheridgea     | -              | neznan |
| 332 Siri           | -              | neznan |
| 333 Badenija       | 1892 A         | Baden, dežela v Nemčiji |
| 334 Chicago        | 1892 L         | Chicago, USA |
| 335 Roberta        | 1892 C         | Robert von Osten-Sacken (1828 – 1906), ruski diplomat in entomolog (žužkoslovec) |
| 336 Lacadiera      | 1892 D         | La Cadière-d'Azur, vas v departmaju Var, Francija |
| 337 Devosa         | 1892 E         | neznan |
| 338 Budrosa        | 1892 F         | neznan |
| 339 Doroteja       | 1892 G         | Dorothea Klumpke-Roberts (1861 – 1942), astronomka |
| 340 Edvarda        | 1892 H         | Heinrich Eduard von Lade (1817 – 1904), nemški bankir in amaterski astronom |
| 341 Kalifornija    | 1892 J         | Kalifornija, država v ZDA |
| 342 Endimion       | 1892 K         | Endymion, grški pastir ali lovec, morda tudi kralj (?) |
| 343 Ostara         | 1892 N         | Ostara, staronemško ime za Ēostre, anglo-saksonska boginja pomladi, |
| 344 Desiderata     | 1892 M         | Queen Desideria of Sweden in Norway (Bernhardine Eugenie Désirée Bernadotte, rojenaClary) |
| 345 Tercidina      | 1892 O         | neznan |
| 346 Hermentarija   | 1892 P         | Herment, vas v departmaju Puy-de-Dôme, Francija (?) |
| 347 Pariana        | 1892 Q         | neznan |
| 348 May            | 1892 R         | nemški pisatelj Karl May (1842 – 1912) (?) |
| 349 Dembowska      | 1892 T         | italijanski astronom Ercole Dembowski (1812 – 1881) |
| 350 Ornamenta      | 1892 U         | Hornemann, nizozemski mornar, katerega sin je bil zelo vet član Francoskega astronomskega društva (Société astronomique de France)                                                                                    |
| 351 Irsa           | 1892 V         | Irsa, kraljica v nordijski mitologiji * (Schmadel in Herget ga označujeta kot "neznan") |
| 352 Gisela         | 1893 B         | Gisela Wolf, žena odkritelja |
| 353 Ruperto-Carola | 1893 F         | univerza Ruprecht Karls v Heidelbergu |
| 354 Eleonora       | 1893 A         | neznan |
| 355 Gabrijela      | 1893 E         | Gabrielle Flammarion, francoski astronom |
| 356 Ligurija       | 1893 G         | Ligurija, pokrajina v Italiji |
| 357 Ninina         | 1893 J         | neznan |
| 358 Apolonija      | 1893 K         | Apollonia, grška kolinija v Iliriji (?) |
| 359 Georgija       | 1893 M         | kralj George II (1683 – 1760) |
| 360 Karlova        | 1893 N         | neznan |
| 361 Bononija       | 1893 P         | latinsko ime za Bologna, Italija in za Boulogne-sur-Mer, Francija |
| 362 Havnija        | 1893 R         | latinsko ime za København, Danska |
| 363 Padova         | 1893 S         | Padova, Italija |
| 364 Isara          | 1893 T         | reka Isère, Francija |
| 365 Corduba        | 1893 V         | latinsko ime za Kordobo v Španiji (?) |
| 366 Vincentina     | 1893 W         | Vincenzo Cerulli (1859 – 1927), italijanski astronom |
| 367 Amicitia       | 1893 AA        | latinski izraz za prijateljstvo |
| 368 Haidea         | 1893 AB        | neznan |
| 369 Aerija         | 1893 AE        | zrak, eden izmed štirih klasičnih elementov |
| 370 Modestija      | 1893 AC        | skromnost |
| 371 Bohemija       | 1893 AD        | Bohemija, pokrajina na Češkem |
| 372 Palma          | 1893 AH        | Palma de Mallorca, Španija |
| 373 Melusina       | 1893 AJ        | verjetno Melusina, francoska morska deklica, povezana z dinastijo Lusignan |
| 374 Burgundija     | 1893 AK        | Burgundija, pokrajina v Franciji |
| 375 Uršula         | 1893 AL        | neznan |
| 376 Geometrija     | 1893 AM        | geometrija |
| 377 Kampanija      | 1893 AN        | Kampanija, dežela v Italiji |
| 378 Holmija        | 1893 AP        | latinsko ime za Stockholm, Švedska |
| 379 Huena          | 1894 AQ        | latinsko ime za Švedski otok Hven |
| 380 Fiducija       | 1894 AR        | latinski izraz za zaupanje |
| 381 Mira           | 1894 AS        | Mira, princesa v grški mitologiji |
| 382 Dodona         | 1894 AT        | Dodona (sedaj Dodoni), Grčija |
| 383 Janina         | 1894 AU        | neznan |
| 384 Burdigala      | 1894 AV        | latinsko ime za Bordeaux, Francija |
| 385 Ilmatar        | 1894 AX        | Ilmatar, finska boginja |
| 386 Siegena        | 1894 AY        | Siegen, Nemčija |
| 387 Akvitanija     | 1894 AZ        | Aquitaine, pokrajina v Franciji |
| 388 Karibda        | 1894 BA        | Karibda, pošast v grški mitologiji |
| 389 Industrija     | 1894 BB        | latinski izraz za marljivost |
| 390 Alma           | 1894 BC        | reka Alma na Krimu, Ukrajina |
| 391 Ingeborg       | 1894 BE        | Schmadel in Herget ga označujeta kot "neznan", možno je, da je povezan z Ingeborg iz nordijske mitologije |
| 392 Wilhelmina     | 1894 BF        | kraljica Wilhelmina Nizozemska (1880 – 1962) |
| 393 Lampecija      | 1894 BG        | Lampecija, različne osebe iz grške mitologija |
| 394 Arduina        | 1894 BH        | Arduenna, boginja v galski mitologiji |
| 395 Delija         | 1894 BK        | drugo ime za boginjo Artemis |
| 396 Eolija         | 1894 BL        | Eolija, starodavno področje Male Azije; ali Eolski otoki, Italija |
| 397 Vienna         | 1894 BM        | Dunaj, Avstrija |
| 398 Admeta         | 1894 BN        | Admeta, ženska v grški mitologiji |
| 399 Perzefona      | 1895 BP        | Perzefona, boginja |
| 400 Ducrosa        | 1895 BU        | J. Ducros, astronom |
| 401–500            |                | |
| 401 Otilija        | 1895 BT        | Otilija, oseba iz nemške folklore |
| 402 Kloeja         | 1895 BW        | Kloeja, pastirica v grški mitologiji |
| 403 Cijana         | 1895 BX        | Cijana, nimfa |
| 404 Arsinoja       | 1895 BY        | Arsinoja, mati Oresta v grški mitologiji |
| 405 Teja           | 1895 BZ        | Teja, ena od dvanajstih titank v grški mitologiji |
| 406 Erna           | 1895 CB        | hčerka avstrijskega astronoma Friedricha Bidschofa (?) |
| 407 Arahna         | 1895 CC        | Arahna, ženska v grški mitologiji |
| 408 Fama           | 1895 CD        | Fama, boginja v rimski mitologiji |
| 409 Aspasija       | 1895 CE        | Aspasija, ljubica in gospodinja Perikleja |
| 410 Klorida        | 1896 CH        | Klorida, boginja |
| 411 Ksanta         | 1896 CJ        | Ksanta, ena izmed okeanid, hčerka titana Okeana in Tetide |
| 412 Elisabetha     | 1896 CK        | Elisabeth Wolf, mati odkritelja asteroida |
| 413 Edburga        | 1896 CL        | neznan |
| 414 Liriopa        | 1896 CN        | Liriopa, mati Narcisa |
| 415 Palatia        | 1896 CO        | Electoral Palatinate, pokrajina v Nemčiji |
| 416 Vatikana       | 1896 CS        | Vatikanski grič, Rim, Italija |
| 417 Suevija        | 1896 CT        | Suevija, bratovščina Univerze v Heidelbergu |
| 418 Alemanija      | 1896 CV        | Alemanija, bratovščina Univerze v Heidelbergu |
| 419 Avrelija       | 1896 CW        | neznan |
| 420 Bertolda       | 1896 CY        | Berthold I, markgrof (mejni grof, plemiški naziv) dežele Baden |
| 421 Zahringia      | 1896 CZ        | družina Zähringen iz Badna v Nemčiji |
| 422 Berolina       | 1896 DA        | latinsko ime za Berlin |
| 423 Diotima        | 1896 DB        | Diotima iz Mantineje, učiteljica Sokrata |
| 424 Gracija        | 1896 DF        | gracije v rimski mitologiji (harite v grški mitologiji) |
| 425 Kornelija      | 1896 DC        | Cornelia Africana, hčerka Scipiona starejšega (?) |
| 426 Hipo           | 1897 DH        | Hippo Regius, starodavno mesto (sedaj je to Annaba, Alžirija) |
| 427 Galena         | 1897 DJ        | Galene, nereida v grški mitologiji |
| 428 Monachia       | 1897 DK        | latinsko ima za Munchen, Nemčija |
| 429 Lotis          | 1897 DL        | Lotis, nimfa |
| 430 Hibris         | 1897 DM        | Hubris, boginja |
| 431 Nefela         | 1897 DN        | Nefela, nimfa |
| 432 Pitija         | 1897 DO        | Pitija, prerokinja v grški mitologiji |
| 433 Eros           | 1898 DQ        | Eros, bog ljubezni, poželenja in spolnosti v grški mitologiji |
| 434 Madžarska      | 1898 DR        | latinski izraz za Madžarsko |
| 435 Ella           | 1898 DS        | neznan |
| 436 Patricia       | 1898 DT        | neznan |
| 437 Rodija         | 1898 DP        | Rodija, okeanida v grški mitologiji |
| 438 Zeukso         | 1898 DU        | Zeukso, okeanida v grški mitologiji |
| 439 Ohio           | 1898 EB        | Ohio, država in reka v ZDA |
| 440 Theodora       | 1898 EC        | hčerka Juliusa F. Stona, dobrotnik |
| 441 Batilda        | 1898 ED        | neznan |
| 442 Eichsfeldia    | 1899 EE        | Eichsfeld, področje Nemčije |
| 443 Fotografika    | 1899 EF        | fotografija |
| 444 Giptis         | 1899 EL        | Giptis, žena Protisa, ustanovitelj mesta Marseille, Francija |
| 445 Edna           | 1899 EX        | žena Juliusa F. Stona, dobrotnik |
| 446 Eternitas      | 1899 ER        | Eternitas, boginja večnosti v rimski mitologiji |
| 447 Valentine      | 1899 ES        | hčerka dobrotnika barona Alberta von Rothschilda |
| 448 Natalie        | 1899 ET        | neznan |
| 449 Hamburga       | 1899 EU        | Hamburg, Nemčija |
| 450 Brigitta       | 1899 EV        | neznan |
| 451 Patientia      | 1899 EY        | latinski izraz za potrpežljivost |
| 452 Hamiltonija    | 1899 FD        | gora Mount Hamilton, Kalifornija |
| 453 Tea            | 1900 FA        | neznan |
| 454 Matezis        | 1900 FC        | grški izraz za učenje, izbran zaradi 300-te obletnice Družbe za matematiko v Hamburgu (Mathematische Gesellschaft in Hamburg) osnovane leta1690                                                                       |
| 455 Bruchsalia     | 1900 FG        | Bruchsal, Nemčija |
| 456 Abnoba         | 1900 FH        | Abnoba, boginja v keltski mitologiji |
| 457 Alleghenia     | 1900 FJ        | Observatorij Allegheny, ZDA |
| 458 Hercinija      | 1900 FK        | latinski izraz za gozdnato področje v Nemčiji |
| 459 Signa          | 1900 FM        | Signa, sestra Sigmunda v nordijski mitologiji |
| 460 Skanija        | 1900 FN        | Scania, dežela na Švedskem |
| 461 Saskija        | 1900 FP        | Saskia van Uylenburg, žena Rembrandta (1606 – 1669) |
| 462 Erifila        | 1900 FQ        | Erifila, ženska v grški mitologiji |
| 463 Lola           | 1900 FS        | vloga v operi Pietra Mascagnija (1863 – 1945) Cavalleria Rusticana, (?) |
| 464 Megajra        | 1901 FV        | Megajra, ena izmed grških erinij |
| 465 Alekto         | 1901 FW        | Alecto, ena izmed grških erinij |
| 466 Tisiphone      | 1901 FX        | Tisiphone, ena izmed grških erinij |
| 467 Laura          | 1901 FY        | vloga v operi La Gioconda Amilcara Ponchiellija (1834 – 1886) (?) |
| 468 Lina           | 1901 FZ        | Lina, služkinja odkritelja |
| 469 Argentina      | 1901 GE        | Argentina, država [H] |
| 470 Kilija         | 1901 GJ        | latinski izraz za Kiel, Nemčija |
| 471 Papagena       | 1901 GN        | vloga v operi Čarobna piščal Wolfganga Amadeusa Mozarta (1756 – 1791) |
| 472 Roma           | 1901 GP        | Rim, Italija |
| 473 Noli           | 1901 GC        | vzdevek za majhnega otroka v odkriteljevi družini |
| 474 Prudencija     | 1901 GD        | Prudencija, oseba v rimski mitologiji |
| 475 Oclo           | 1901 HN        | Oclo, inkovska kraljica, imenovana po ženi enega štirih sinov, boginja stvarnica v inkovski mitologiji |
| 476 Hedwiga        | 1901 GQ        | Hedwig, žena astronoma Elisa Stromgrena (1870 – 1947) |
| 477 Italija        | 1901 GR        | Italija, država |
| 478 Tergesta       | 1901 GU        | latinski izraz za Trst, Italija |
| 479 Caprera        | 1901 HJ        | Caprera, otok na Sardiniji, Italija |
| 480 Hansa          | 1901 GL        | Hanzeatska zveza |
| 481 Emita          | 1902 HP        | neznan |
| 482 Petrina        | 1902 HT        | ženska oblika latinskega imena Peter, enega izmed odkriteljevih psov |
| 483 Seppina        | 1902 HU        | Sepp, drugi od okriteljevih psov |
| 484 Pitsburgija    | 1902 HX        | Pittsburgh, ZDA |
| 485 Genua          | 1902 HZ        | latinski izraz za Genova, Italija |
| 486 Cremona        | 1902 JB        | mesto Cremona v Italiji |
| 487 Venetia        | 1902 JL        | latinski izraz za Benetke, italija |
| 488 Kreusa         | 1902 JG        | Kreusa, različne osebe iz grške mitologije |
| 489 Comacina       | 1902 JM        | Comacina, edini otok v jezeru Como, Italija |
| 490 Veritas        | 1902 JP        | Veritas, boginja v rimski mitologiji |
| 491 Carina         | 1902 JQ        | neznan |
| 492 Gismonda       | 1902 JR        | Gismond, oseba iz italijanske folklore |
| 493 Griseldis      | 1902 JS        | Patient Griselda, oseba iz ljudske pripovedke |
| 494 Virtus         | 1902 JV        | Virtus, bog v rimski mitologiji |
| 495 Eulalija       | 1902 KG        | stara mama odkriteljeve žene |
| 496 Gryphia        | 1902 KH        | nemški pesnik Andreas Gryphius (1616 – 16664) |
| 497 Iva            | 1902 KJ        | Iva Shores, hčerka odkriteljevega gospodarja |
| 498 Tokio          | 1902 KU        | Tokio, Japonska |
| 499 Venusija       | 1902 KX        | drugo ime za Hven, švedski otok |
| 500 Selinur        | 1903 LA        | oseba v romanu Friedricha Theodorja Vischerja (1807 – 1887) |